# Georg Müller (Rechtswissenschafter)

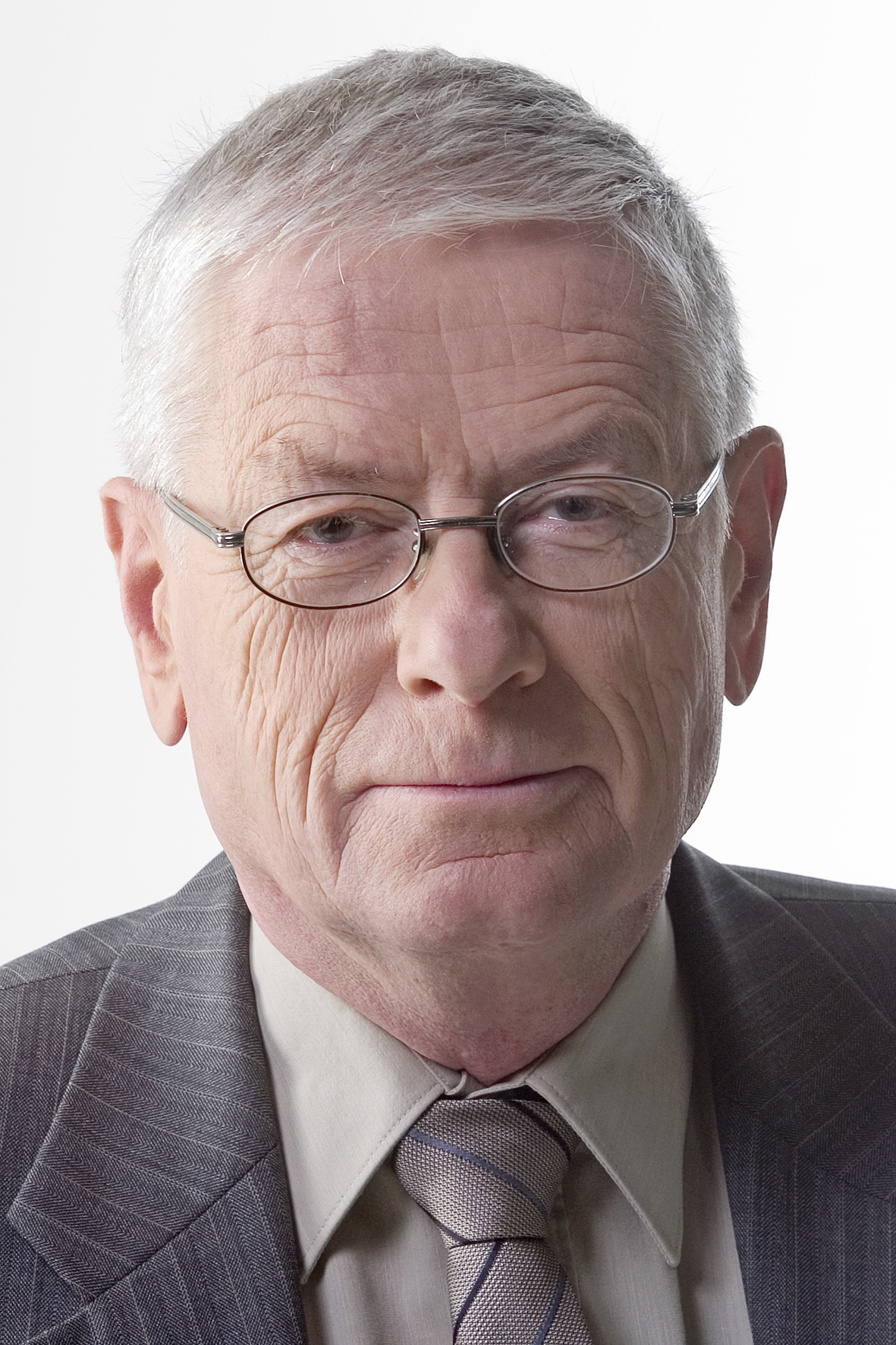
Georg Müller, 2005

Georg Müller (* 30. September 1942 in Schönenwerd) ist ein Schweizer Rechtswissenschafter und emeritierter Professor für Staatsrecht, Verwaltungsrecht und Gesetzgebungslehre.

## Ausbildung und Werdegang
Müller besuchte die Primar- und Bezirksschule in dem damals von Bally geprägten Geburtsort. 1962 schloss er die Kantonsschule (Literargymnasium) in Aarau mit der Maturität ab. Er studierte von 1962 bis 1966 an der Juristischen Fakultät der Universität Basel und erwarb dort das Lizentiat (lic.iur.). Hierauf verfasste er eine Dissertation zum Thema Die Stabsstelle der Regierung als staatsrechtliches Problem. Er promovierte 1969 mit dem Prädikat summa cum laude; Referent war Kurt Eichenberger. Seine Praktika absolvierte er in einem Aarauer Anwaltsbüro und als Gerichtsschreiber am Bezirksgericht Aarau. 1971 erwarb er das aargauische Fürsprecher-Patent (Bewilligung zur Ausübung des Rechtsanwaltsberufes). Er verfasste eine Habilitationsschrift unter dem Titel Inhalt und Formen der Rechtssetzung als Problem der demokratischen Kompetenzordnung. 1978 habilitierte er an der Juristischen Fakultät der Universität Basel.

## Berufliche Laufbahn
Von 1967 bis 1969 war Georg Müller in halbtagsweiser Anstellung Adjunkt von Hans Dubs, dem Rechtskonsulenten des aargauischen Regierungsrates. Nachfolger von Hans Dubs, der zum Bundesrichter gewählt wurde, war Wilfried Schaumann, mit dem Müller in den Jahren 1970 bis 1972 als dessen vollamtlicher Adjunkt zusammenarbeitete. Ab 1972 bis 1979 war Müller selbst Chef des Rechtsdienstes der Aargauer Regierung. 1979 wurde er als vollamtlicher Extraordinarius für Staats- und Verwaltungsrecht an der Rechtswissenschaftlichen Fakultät der Universität Zürich gewählt. An dieser Fakultät wurde er 1982 Ordinarius für Staats- und Verwaltungsrecht sowie Gesetzgebungslehre. 1994–1996 war er Dekan der Fakultät. Vorher war er einige Jahre Präsident des Stiftungsrates der Stiftung für juristische Weiterbildung in Zürich. Er gründete 1999 das Zentrum für Rechtssetzungslehre am Rechtswissenschaftlichen Institut der Universität Zürich, das er bis 2006 leitete. Am 31. August 2006 erfolgte die Emeritierung. Felix Uhlmann übernahm seinen Lehrstuhl.

## Wirken
Hervorgehoben wird Müllers Verbindung von Praxisnähe mit wissenschaftlicher Gründlichkeit in seinen an Erfolgen reichen und allgemein beachteten Arbeiten. Herausragend ist auch seine didaktische Begabung, wie sein Lehrbuch zum Allgemeinen Verwaltungsrecht und jenes zur Rechtsetzungslehre zum Ausdruck bringen. In der Rechtsetzungslehre war er als Lehrer und Forscher bahnbrechend. Zahlreich und vielbeachtet sind die publizierten Ergebnisse seiner Forschungstätigkeit zur Rechtsetzungsdelegation, zur Abgrenzung von Rechtsetzungsbefugnissen von Gesetzgeber und Regierung, zur  Eigentumsgarantie, zum  Gleichbehandlungsgebot und zur staatlichen Willkür.
Seit 1979 ist er Verfasser zahlreicher Rechtsgutachten für Bund, Kantone und Gemeinden. Auf allen diesen drei Stufen war er Mitglied vieler Expertenkommissionen – oft als deren Präsident – und Mitgestalter von Erlassen. Er schuf sich dabei allgemeine Anerkennung. Obwohl zurückhaltend in der Einbringung seiner eigenen Person, scheute er den Gang in die Öffentlichkeit nicht, wenn es galt, in sorgfältiger Forschung als richtig erkannte Postulate zu verteidigen oder durchzusetzen. Er brachte seine wissenschaftlich fundierten Anliegen in Voten, Aufsätzen in Fachzeitschriften, Beiträgen zu Festschriften und auch in der Tagespresse vor. Erachtete er es aus objektiven Gründen als notwendig, schonte er auch die Freisinnig-Demokratische Partei, deren Mitglied er ist, nicht. Er stach nicht allein als Berater schweizerischer Behörden heraus, seine mahnende Stimme hatte auch auf internationalen Foren wegen der unbestechlichen, wissenschaftlichen Fundierung Gewicht. 1983–2001 war er Mitglied der Redaktion des Schweizerischen Zentralblattes für Staats- und Verwaltungsrecht (bis Dezember 1988: Schweizerisches Zentralblatt für Staats- und Gemeindeverwaltung). Ab 1994 leitete er die Redaktion dieser Fachzeitschrift. Er präsidierte vor seinem Wechsel an die Universität Zürich während mehrerer Jahre den Aargauischen Juristenverein. Georg Müller leistete weit über 1000 Tage Militärdienst. Er kommandierte unter anderem eine Abteilung der Panzerartillerie und beendete die militärische Karriere im Range eines Obersten.

## Privates
Georg Müller ist seit 1969 verheiratet mit Therese Bossert. Aus der Ehe sind ein Sohn und eine Tochter hervorgegangen.

## Ehrungen und Würdigung
Am 29. Oktober 2008 wurde ihm ehrenhalber die Würde eines Doktors der Rechtswissenschaften durch die Rechtswissenschaftliche Fakultät der Universität Luzern und am 12. November 2010 der Grosse Walther Hug Preis verliehen.

«Die Würdigung Müllers erfolgte in Anerkennung seiner theoretischen Durchdringung des schweizerischen Staats- und   Verwaltungsrechts, seiner langjährigen wissenschaftlichen Befassung mit der Gesetzgebung und dem Aufbau der Gesetzgebungslehre, sowie der Umsetzung der Lehre in die Praxis.»

## Publikationen
Auch die Zahl der wissenschaftlichen Publikationen Georg Müllers ist gross, wie sich aus dem nicht abschliessenden Verzeichnis der Monographien und Aufsätze, der Lehrbücher und Fallsammlungen sowie der Kommentare und Urteilsanmerkungen ergibt.